# Tödi
De Tödi (in het Bündnerromaans Piz Russein) is de hoogste bergtop (3614 m) in de Glarner Alpen in Zwitserland. De top ligt op de kantongrens tussen Glarus en Graubünden en is sterk vergletsjerd en moeilijk te beklimmen.
Geologisch hoort de Tödi tot het oostelijke deel van het Aarmassief. Over dit kristallijne basement liggen discordant de Triassische Rötidolomiet, een opvallende 50 m dikke roodgelige band, en Jurassische kalksteen. Al deze gesteentes worden ingedeeld bij de Helvetische nappes.
De Benedictijnse monnik Placidus a Spescha uit Disentis (1752-1833) ondernam rond 1800 meerdere pogingen de Tödi te beklimmen. De laatste poging was op 1 september 1824 samen met P. Curschellas en A. Bisquolm. Hoewel de pater te oud was om tot de top te komen, lukte het zijn twee metgezellen de eerste beklimming te voltooien. De eerste beklimming werd vanaf de Graubünden-kant ondernomen, door het Val Russein en vermoedelijk door de Porta da Spescha.
De tegenwoordig gebruikelijkste route is vanaf de aan de oostkant gelegen Fridolinshütte via de Grünhornhütte langs de Bifertenfirn over de gele wand, daarna over gletsjers tot de top. Vanuit het zuiden voert de gangbare route langs de Punteglias-Hütte en de Porta da Gliems op het bovenste Bifertenfirn.
De Tödi heeft twee zijtoppen: de Kleine Tödi (Romaans: Crap Glaruna), een 3076 m hoge rotspunt ten westen van de berg, en de Bündner Tödi (Romaans: Tödi Grischun), een 3124 m hoge berg tussen de Tödi en de Bifertenstock.

## Naamgeving
Men denkt dat de naam van het Zwitserduitse d' Ödi (het onbewoonde, een verlaten gebied) afstamt en in de loop der tijd verbasterd is tot Tödi.

## Afbeeldingen

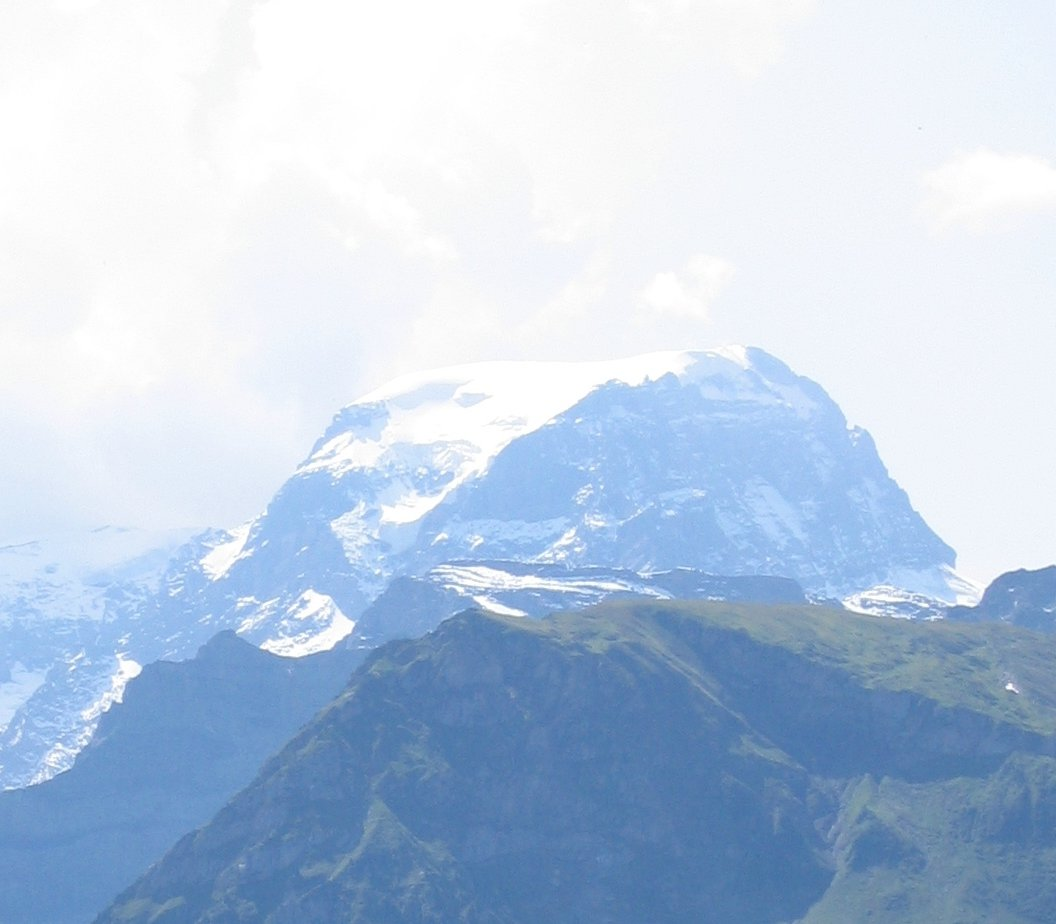
De Tödi vanuit Braunwald
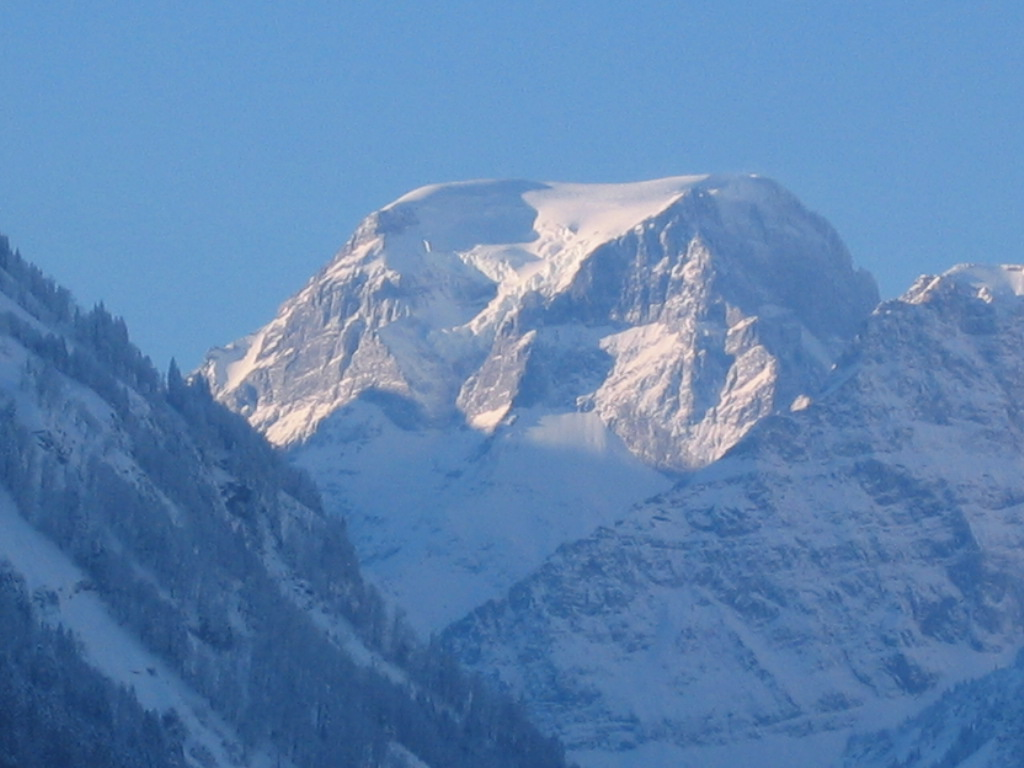
De Tödi 's winters
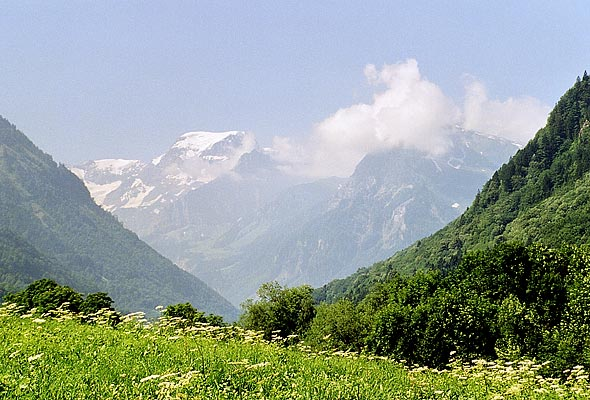
Glarner Alpen